# Palazzo Serra di Cassano
Le palazzo Serra di Cassano est un palais historique situé sur la colline de Pizzofalcone vers le Mont Echia à Naples.

## Architecture
Le palazzo est construit dans la première moitié du XVIIIe siècle par Ferdinando Sanfelice. Sa façade est caractérisée par un ordre colossal de style corinthien qui encadre les fenêtres à tympans régulier et balcons arqués en piperno. L'escalier d'accès au piano nobile est d'un grand effet. À l'origine, le bâtiment avait deux entrées et son entrée principale s'ouvrait sur la via Egiziaca face au palais royal. Cet accès est clôturé par le prince Serra pour protester contre l'exécution de son fils Gennaro (it) - après que Ferdinand Ier lui a refusé le droit de grâce -  impliqué dans les mouvements révolutionnaires de la République parthénopéenne. En conséquence, encore actuellement, l'entrée du palais s'effectue par la via Monte di Dio.
À l'intérieur, les salles sont décorées avec des stucs rococo et du mobilier néoclassique; dans un des salons se trouve une peinture de Giacinto Diano et une autre œuvre de Mattia Preti. Le portail sur la via Monte di Dio est l'œuvre de Giuseppe Astarita (it). Aujourd'hui, le palais abrite l'Istituto Italiano per gli Studi Filosofici, fondé en 1975, et qui dispose d'une importante bibliothèque de plus de 160 000 volumes.

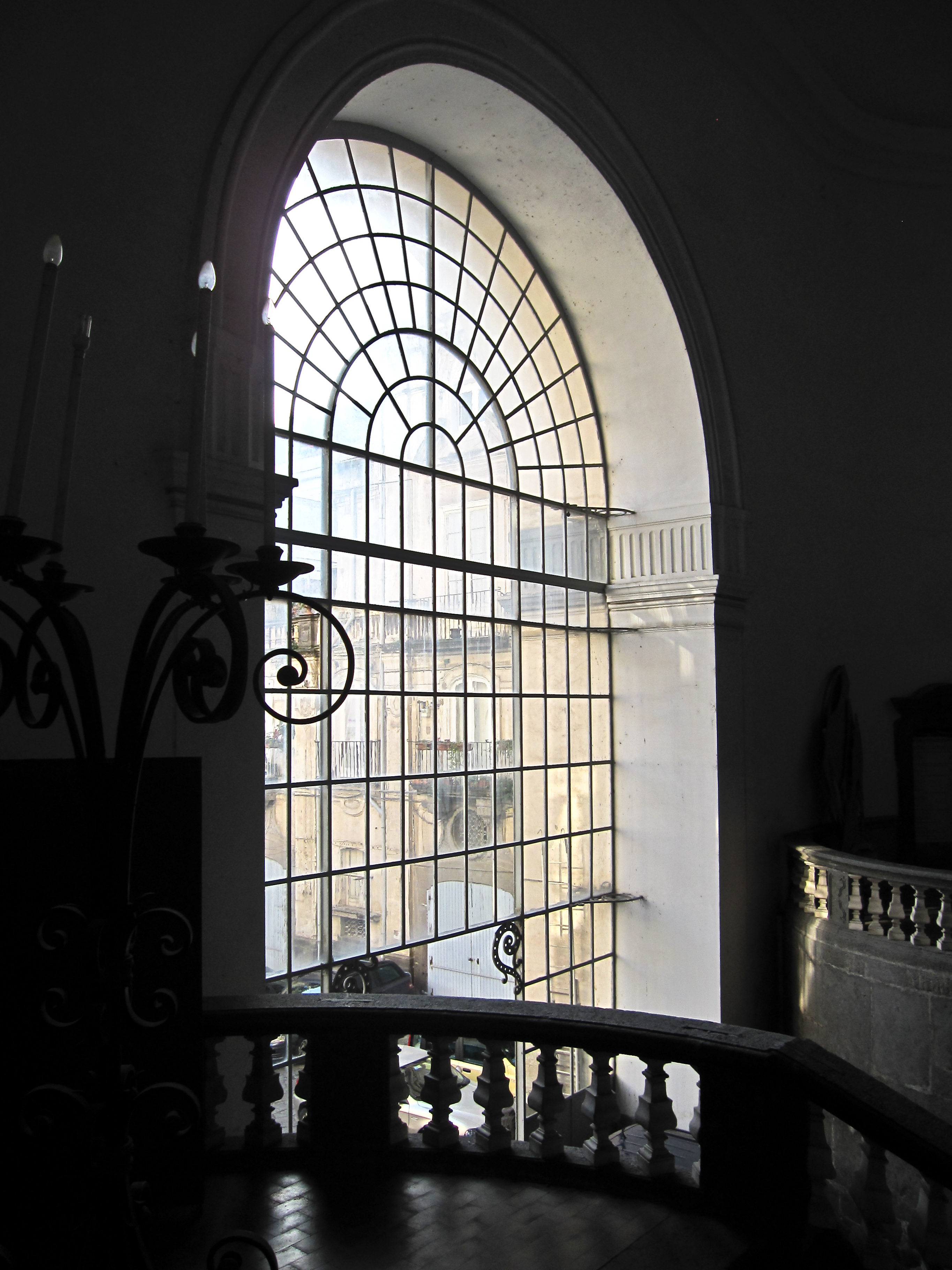
L'immense arc qui donne sur la cour d'accès originaire de la via Egiziaca.
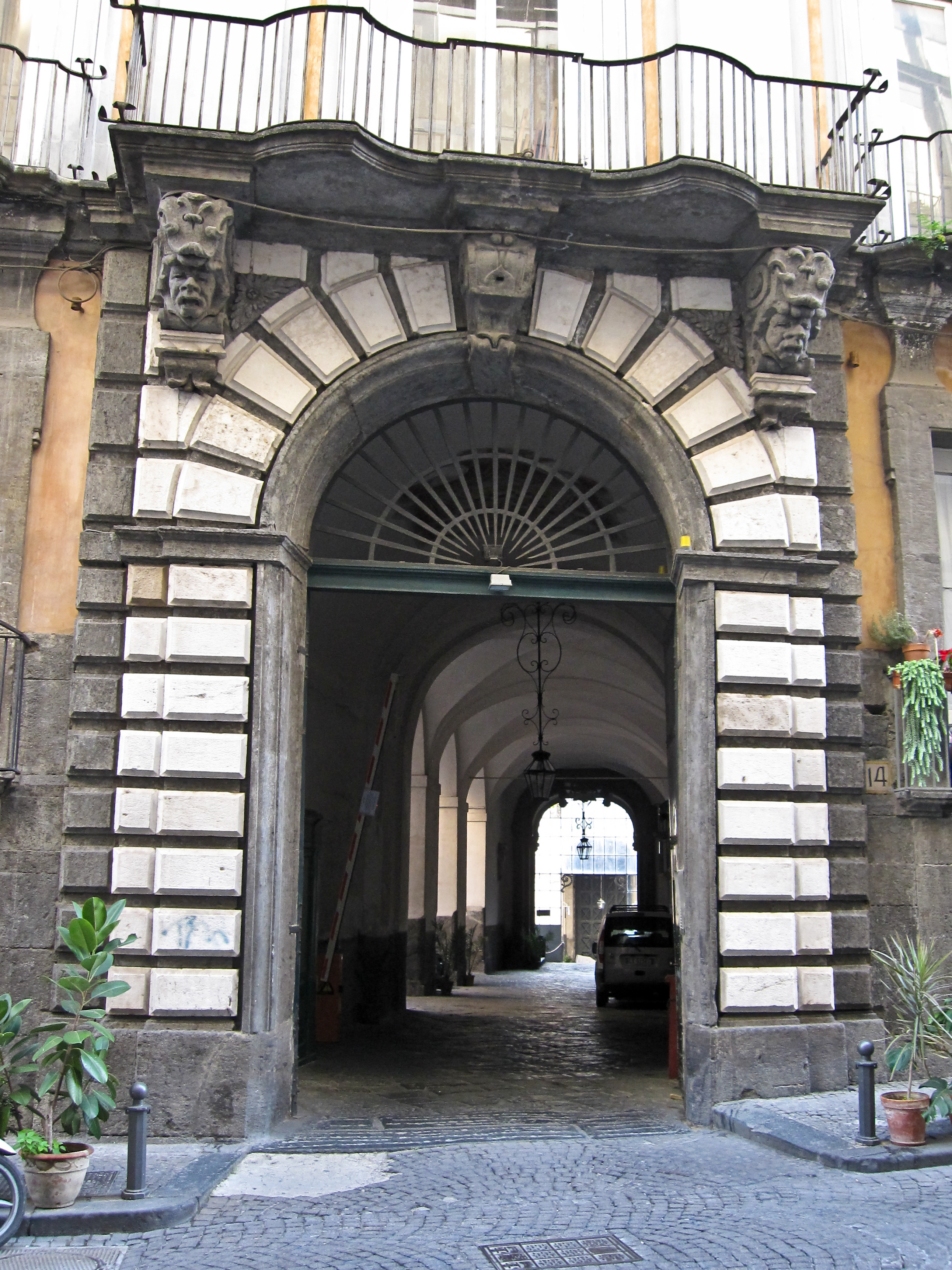
L'aristocratique portail de Giuseppe Astarita sur via Monte di Dio.
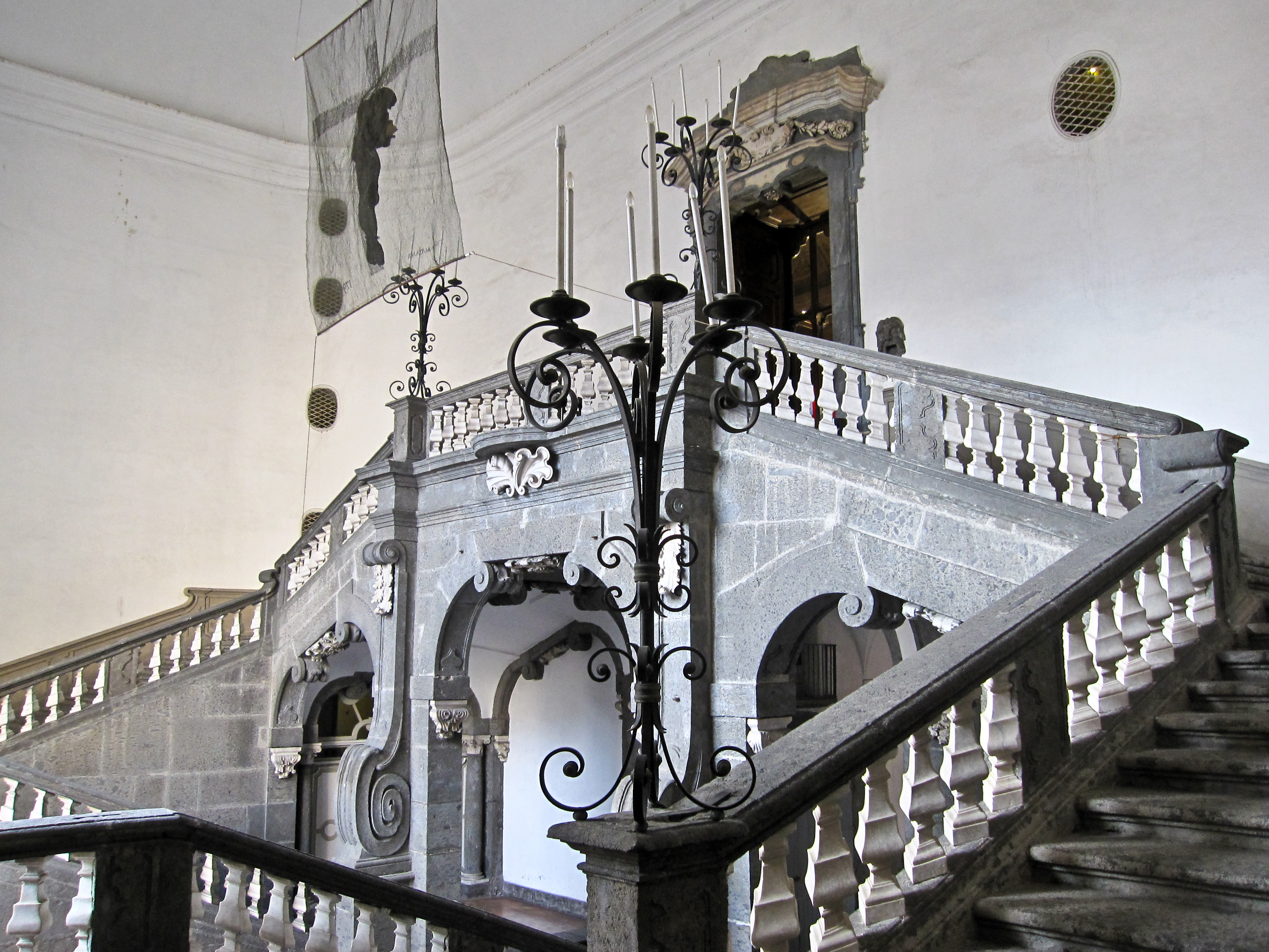
L'escalier monumental de Sanfelice en piperno et marbre
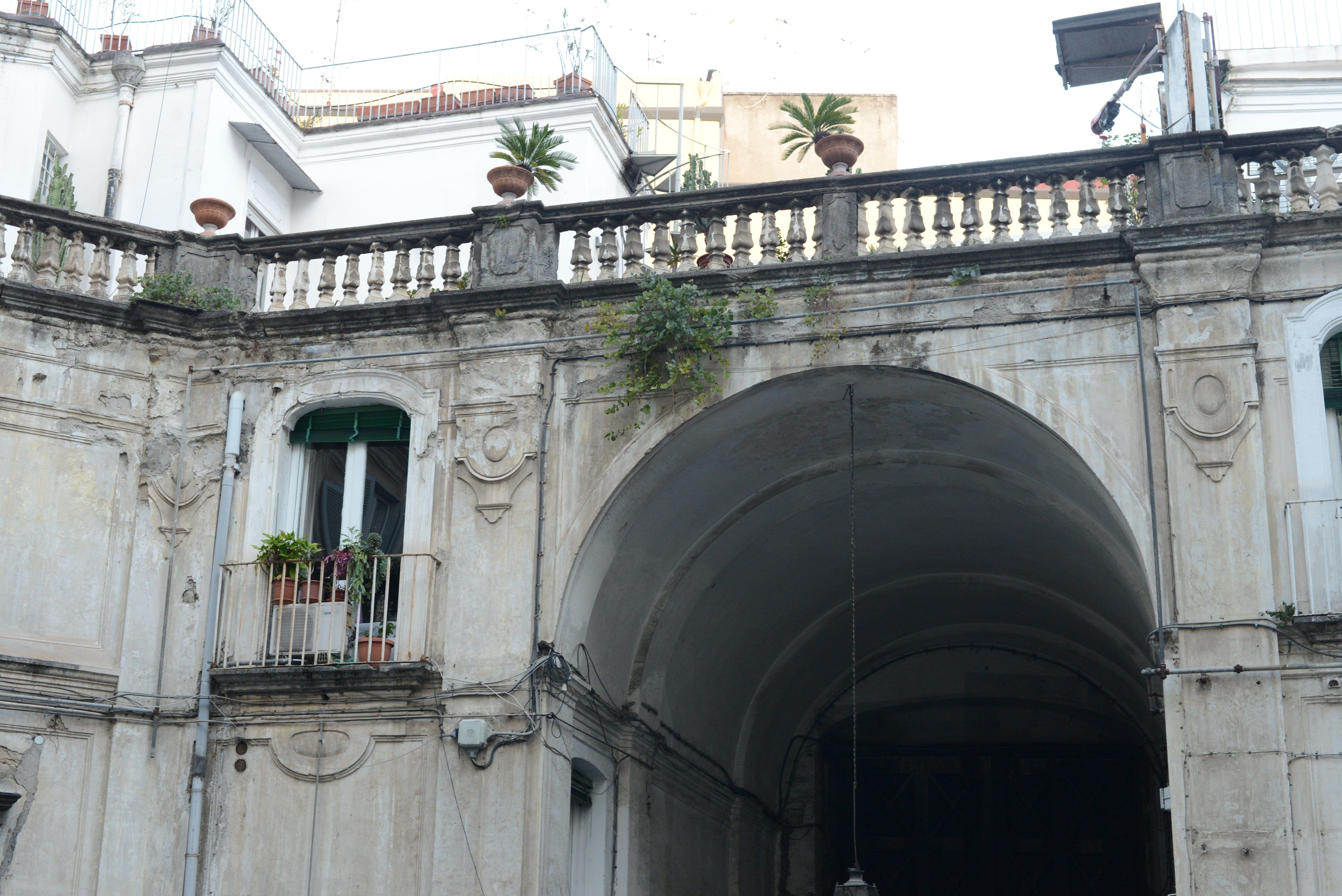
La terrasse côté mer, au-dessous, le portail clôturé

## Sources
- (it) Cet article est partiellement ou en totalité issu de l’article de Wikipédia en italien intitulé « Palazzo Serra di Cassano » (voir la liste des auteurs).
- (it) Direzione Regionale per i Beni culturali e Paesaggistici della Campania